# Saulchoy-sous-Poix
Saulchoy-sous-Poix là một xã ở tỉnh Somme, vùng Hauts-de-France, Pháp.
Thị trấn này có cự ly khoảng 16 dặm Anh về phía tây nam của Amiens, trên đường D263.

## Dân số
| 1962                                                  | 1968 | 1975 | 1982 | 1990 | 1999 |
| ----------------------------------------------------- | ---- | ---- | ---- | ---- | ---- |
| 31                                                    | 19   | 22   | 31   | 32   | 35   |
| Số liệu dân số từ năm 1962, dân số không tính hai lần |      |      |      |      |      |